# Tazin Ahmed
Tazin Ahmed (30 de julho de 1975 – 22 de maio de 2018) foi uma jornalista, atriz, dramaturga e diretora de teatro bangladesa. Em 2003 ganhou  o prêmio Bachasas de Melhor Atriz na categoria drama.

## Início da vida e educação
Ahmed nasceu em 30 de julho de 1975, em Noakhali, Bangladesh. e formou-se em comunicação social no departamento de jornalismo da Universidade de Dhaka.

## Carreira
Em 1994, Ahmed começou a atuar no jornal Bhorer Kagoj e em 1997, começou a trabalhar no Prothom Alo, tornando-se repórter, em 1998.Também atuou como colunista no Anondo Bhubon e ainda como colaboradora do Bangla Bazar. Em 2002,passou a atuar no Mercantile Bank Limited na área de relações públicas. Em 2003, iniciou seu trabalho no programa da NTV. Desde 2016, ela colaborava organizando o programa de televisão 71 er Shokaal no Ekattor TV.

## Vida pessoal e morte
Ahmed foi casada com Ejaz Munna, um apresentador de televisão. Mais tarde, Ela se casou com o músico Rumi Rahman. Ela também era sobrinha da atriz Dilara Zaman.
Tazin Ahmed sofria de asma e morreu de ataque cardíaco em 22 de maio de 2018, em Dhaka.

## Filmografia

### Televisão
- Shesh Dekha Shesh Noy (1996)
- Adekha Bhubon (2004)
- Utsho (2007)[9]
- Nolbaji (2007)[10]
- Poroshpor (2008)[11]
- The Family (2009)
- Bar Bar Phirey Ashey (2009)[12]
- O Bondhu Amar (2009)[1]
- Maa (2013)[13]
- Noashal (2014)[14]
- Tomar Khola Haowa
- Atopor Bibaho Barshiki[7]
- Shat Paure Kabya[4]
- Ek Akasher Tara[4]

## Prêmios
| Ano  | Trabalho | Prêmio             | Categoria                       | Resultado |
| ---- | -------- | ------------------ | ------------------------------- | --------- |
| 2003 |          | 32ª Bachsas Awards | Prêmio Bachasas de Melhor Atriz | Venceu    |